# Isla Venado (ö i Costa Rica)
Isla Venado är en ö i Costa Rica.   Den ligger i provinsen Puntarenas, i den västra delen av landet, 110 km väster om huvudstaden San José. Arean är 5,4 kvadratkilometer.
Terrängen på Isla Venado är platt. Öns högsta punkt är 143 meter över havet. Den sträcker sig 2,6 kilometer i nord-sydlig riktning, och 4,7 kilometer i öst-västlig riktning.